# قارچ‌های پینه‌ای

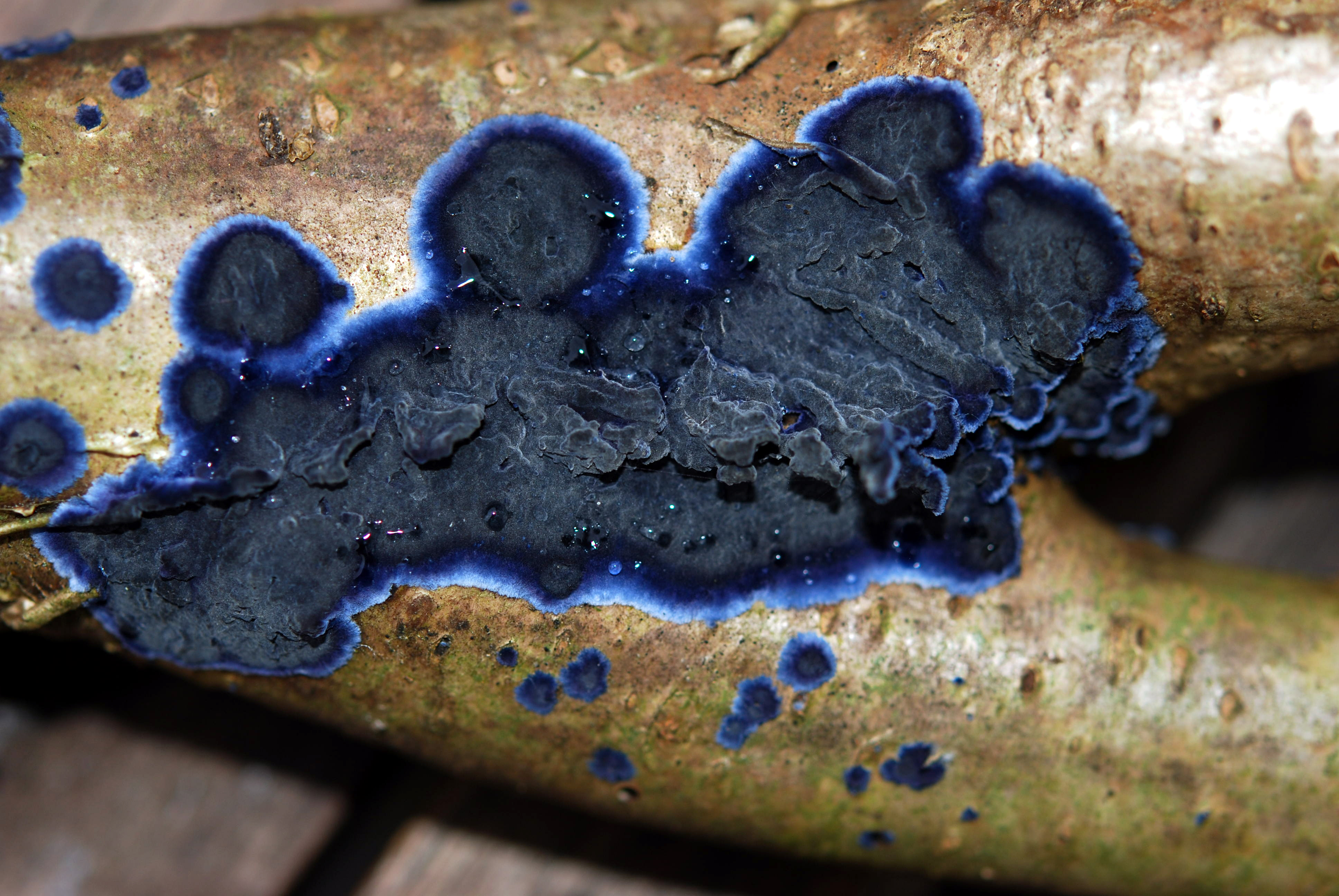
قارچ پینه‌ای لاجوردی نمونه‌ای از قارچ‌های پینه‌ای است.

قارچ‌های پینه‌ای (انگلیسی: Corticioid fungi) گروهی از قارچ‌های چتری هستند که تنه‌ای نرم و گسترده دارند و در پایین ساقه‌ها و شاخه‌ها می‌رویند.